# Класс!
Телекомпания «Спокойной ночи, малыши!» (до 26 января 2025 года — Телекомпания «Класс!») — производитель разнообразных телепрограмм для ряда каналов российского телевидения, преимущественно для детской аудитории, в частности, «Спокойной ночи, малыши!». Согласно сайту «ТМК-Медиа», телекомпания была создана в 1994 году на базе Студии детских и юношеских программ РГТРК «Останкино». Входит в холдинг «AVM Media».
Основным партнёром телекомпании являлось ОРТ («Первый канал»), однако с 1999 года она начала заниматься производством передач и для других телеканалов (ТВЦ, СТС, НТВ, каналы ВГТРК).
На базе телекомпании в 1995—1997 гг. по заказу ОРТ также производилось озвучивание продукции для детей и подростков (мультсериал «Отверженные», телесериалы «Элен и ребята», «Карин и её собака», «Гарри — снежный человек» и др.).
С 2013 года телекомпания производит продукцию, связанную исключительно с передачей «Спокойной ночи, малыши!».

## Программы, производимые телекомпанией «Класс!»
| Название программы                                 | Дата производства                 | Канал | Ведущий | Жанр                                        |
| -------------------------------------------------- | --------------------------------- | --- | --- | ------------------------------------------- |
| Спокойной ночи, малыши!                            | 1994—26 января 2025               | 1-й канал Останкино (потом — ОРТ) (1994—2001), Россия-Культура (2001—2002, 2014—настоящее время), РТР/Россия/Россия-1 (2002—2014, 2015), Эрудит/Теленяня (2006—2010), Бибигон (2007—2010), Карусель (2010—настоящее время) | Дмитрий Хаустов, Амаяк Акопян, Юлия Пустовойтова, Валентина Леонтьева, Владимир Ухин, Татьяна Судец, Ангелина Вовк, Татьяна Веденеева, Оксана Фёдорова, Анна Михалкова, Виктор Бычков, Дмитрий Маликов, Николай Валуев, Михаил Пореченков                          | вечерняя программа для детей                |
| С утра пораньше                                    | 1994—14 октября 1995              | 1-й канал Останкино, ОРТ | Пётр Фёдоров | утренняя программа для детей                |
| Волшебный мир, или Синема                          | 1994—30 октября 1997              | 1-й канал Останкино, ОРТ | Аркадий Бритов | программа о режиссёрах                      |
| Марафон-15                                         | 1994—28 сентября 1998             | 1-й канал Останкино, ОРТ | Сергей Супонев, Георгий Галустьян, Леся Башева | молодёжные новости                          |
| До 16 и старше                                     | 1994—28 июня 2001                 | 1-й канал Останкино, ОРТ | ряд телеведущих, среди которых: Олег Осипов, Роман Кульков, Динара Кафискина, Игорь Голованов, Фёдор Стуков, Лариса Пятницкая, Захар Мухин, Фёдор Павлов-Андреевич, Яна Батыршина, Софья Рожнова, Ольга Зайцева, Антонина Матвеева, Ольга (Оля-ля) Сартакова и др. | молодёжная программа                        |
| Пока все дома                                      | 1994—11 декабря 2005              | 1-й канал Останкино, ОРТ/Первый канал | Тимур Кизяков, Андрей Бахметьев | утренняя развлекательная программа          |
| Рок-урок                                           | 1994—26 сентября 1996             | 1-й канал Останкино, ОРТ | Елена Ванина, Ваня Попов, Егор Шиллер | музыкальное ток-шоу                         |
| Мультитроллия                                      | 30 мая 1994—23 сентября 1997      | 1-й канал Останкино, ОРТ | | программа о мультфильмах                    |
| Тет-а-тет                                          | 13 октября 1994—25 декабря 1996   | 1-й канал Останкино, ОРТ | Владислав Маленко | молодёжная разговорная программа            |
| Тин-Тоник                                          | 30 ноября 1994—26 декабря 1996    | 1-й канал Останкино, ОРТ | Анжелика Градова, Андрей Стрелков, затем Любовь Олейникова | музыкальный тележурнал                      |
| Зеркало                                            | 25 января—30 сентября 1995        | 1-й канал Останкино, ОРТ | | молодёжная программа                        |
| Зов джунглей                                       | 8 апреля 1995 — 4 октября 2000    | ОРТ | Сергей Супонев (1995—1998), Пётр Фёдоров (1999), Николай Гадомский (1999—2000) | детская телеигра                            |
| Лего-го!                                           | 1 апреля 1995—19 марта 1998       | ОРТ | Георгий Галустьян, Фёдор Стуков | детская телеигра                            |
| Денди — новая реальность                           | 23 июня 1995—19 января 1996       | ОРТ | Сергей Супонев | обзор игр для приставок                     |
| Кварьете «Весёлая КВАмпания»                       | 5 сентября 1995—30 сентября 1997  | ОРТ | | программа для детей                         |
| Умники и умницы                                    | 22 апреля 1995—20 февраля 1999    | ОРТ | Юрий Вяземский | гуманитарная олимпиада для старшеклассников |
| Как-то раз                                         | 7 октября 1995—2 февраля 1997     | ОРТ | | программа о школьной жизни                  |
| Не зевай!                                          | 21 октября 1995—26 апреля 1997    | ОРТ | Пётр Фёдоров, Александр Вдовин (почтальон Печкин) | утренняя программа для детей                |
| Остров Чунга-Чанга                                 | 27 сентября 1996—18 сентября 1997 | ОРТ | Юрий Энтин | музыкальная программа                       |
| Поехали!                                           | 11 января—7 июня 1997             | ОРТ | Наталья Андрейченко, Павел Веденяпин | ток-шоу                                     |
| Классная компания                                  | 5 ноября 1997—14 июня 2000        | ОРТ | Виктор Кряковцев | программа для детей                         |
| КБ-Легонавт                                        | 17 октября 1999—3 июня 2001       | СТС | Фёдор Стуков | телеигра                                    |
| Команда на Марс                                    | 28 сентября 2000—14 февраля 2002  | ТВЦ | | телеигра                                    |
| КОАПП                                              | 7 октября 2000—27 декабря 2001    | ОРТ | Вячеслав Невинный, Лариса Кузнецова, Александр Леньков, Александр Яцко, Вячеслав Невинный-младший | познавательно-развлекательная программа     |
| Странствия музыканта                               | 13 января 2001—28 января 2011     | Культура/Россия-Культура | Сергей Владимирский (2001—2005), Сергей Старостин (2006—2011) | программа о музыке народов России           |
| За семью печатями                                  | 25 ноября 2001—28 июня 2013       | Культура/Россия-Культура (2001—2011), Карусель (2011—2013) | Виктор Кряковцев (2001—2008), Олег Мосалёв (2009—2011), Татьяна Савина (2012—2013) | телеигра                                    |
| Цена успеха                                        | 27 августа—26 декабря 2002        | РТР/Россия | Фёдор Павлов-Андреевич, Людмила Нарусова | ток-шоу                                     |
| Английский язык вместе с Хрюшей и…                 | 2004—2006                         | ТВ Центр (2004–2006) | | детская образовательная программа           |
| Без репетиций                                      | 26 мая 2004—25 июля 2007          | ТВЦ | Владимир Панков, Сергей Владимирский | детская музыкальная программа               |
| Звёздный бульвар                                   | 25 сентября—25 декабря 2005       | НТВ | Ксения Собчак | развлекательная программа                   |
| Сразись с нацией                                   | 2007—2010                         | Бибигон | Александр Беляев, Алексей Семёнов (с 2008 — Вера Смоляницкая) | телеигра                                    |
| Вспомнить всё                                      | 2007—2009                         | Бибигон | Александр Матросов | телеигра                                    |
| Русский язык вместе с Хрюшей и…                    | 2007—2008                         | Бибигон | | детская образовательная программа           |
| Учимся считать вместе с Хрюшей                     | 2009—2010                         | Бибигон | | детская образовательная программа           |
| От слона до муравья вместе с Хрюшей и…             | 20 октября—30 декабря 2014        | Карусель | Марина Яковлева | познавательная передача для детей           |
| Быстрее, выше, сильнее вместе с тигрёнком Муром и… | 2 ноября—29 декабря 2015          | Карусель | Марина Яковлева | познавательно-спортивная передача для детей |
| С добрым утром, малыши!                            | 1 сентября 2016—26 января 2025    | Карусель | Антон Зорькин, Марина Яковлева, Инна Зайцева, Сергей Белов, София Берг, Александр Новиков, Мария Смородская, Микелла Абрамова, Елена Куликова | утренняя передача для детей                 |

## Награды
- В 1996 году программа «Пока все дома» получила премию ТЭФИ в номинации «Лучшая развлекательная программа».
- В 1997 году программа «Спокойной ночи, малыши!» получила премию ТЭФИ в номинации «Программа для детей».
- В 1999 году телеигра «Зов джунглей» получила премию ТЭФИ в номинации «Программа для детей».
- В 2000 году программа «Пока все дома» получила премию ТЭФИ в номинации «Ведущий развлекательной программы» (Тимур Кизяков).
- В 2001 году программа «КОАПП» получила премию ТЭФИ в номинации «Программа для детей».
- В 2002 году программа «Спокойной ночи, малыши!» получила премию ТЭФИ в номинации «Программа для детей».
- В 2003 году программа «Спокойной ночи, малыши!» получила премию ТЭФИ в номинации «Программа для детей».
- В 2005 году телеигра «За семью печатями» получила премию ТЭФИ в номинации «Телевизионная игра».
- В 2008 году телеигра «Вспомнить всё» получила премию ТЭФИ в номинации «Программа для детей».
- В 2008 году телеигра «Сразись с нацией» получила премию ТЭФИ в номинации «Программа для подростков».
- В 2009 году программа «Русский язык вместе с Хрюшей и…» получила премию ТЭФИ в номинации «Программа для детей и юношества».
- В 2010 году телеигра «За семью печатями» получила премию ТЭФИ в номинации «Программа для детей и юношества».